# Signy-le-Petit
Signy-le-Petit je francouzská obec v departementu Ardensko v regionu Grand Est. V roce 2011 zde žilo 1 309 obyvatel. Území obce sousedí s Belgií.

## Sousední obce
Any-Martin-Rieux (Aisne), Brognon, Fligny, Chimay (Belgie), Momignies (Belgie), La Neuville-aux-Joûtes, Neuville-lez-Beaulieu, Tarzy, Watigny (Aisne)

## Vývoj počtu obyvatel
Počet obyvatel 